# 유계 신도비 및 남원 윤씨 절행 정판
유계 신도비 및 남원윤씨 절행 정판(兪溪 神道碑 및 南原尹氏 節行 旌板)은 대한민국 전북특별자치도 익산시 성당면 와초리에 있는, 유계 선생의 공적을 담고 있는 신도비와 남원윤씨 절행 정판이다. 1990년 6월 30일 전라북도의 문화재자료 제135호로 지정되었다.

## 개요
조선시대 중기의 문신이자 학자인 유계 선생의 공적을 담고 있는 신도비와 남원윤씨 절행 정판이다.
유계(1607∼1664)는 김장생의 제자로, 그에게서 성리학을 배웠으며, 예학과 사학에도 능하여, 송시열·송준길 등과 함께 충청 유림의 5현(賢) 중 한분이다. 인조 11년(1633) 문과에 급제하여 승문원의 관리로 벼슬을 시작하였으며, 인조 14년(1636) 병자호란 때는 청을 배척하자는 척화론을 주장하였다가, 양국이 화해를 하는 바람에 유배를 당하였다. 인조 17년(1639) 유배에서 풀려나 관직을 버리고 금산에 머무르며 학문에 전념하였고, 인조 24년(1646) 무안현감이 되었다. 효종 10년(1659)에는 시강원의 문학으로 등용되었으며, 그후 여러 관직을 두루 맡아보게 되었다. 효종이 죽고 복상문제가 일어나자 윤선도 등이 주장하는 3년설을 반대하며 왕에게 글을 올리어 그들을 유배시키거나 낮은 벼슬로 좌천시키기도 하였다. 이후 이조참판에까지 올랐으나 병으로 사직하였다.
비각 안에 있는 유계 신도비는 낮은 사각받침돌 위로 비몸을 세운 간결한 모습이다. 비문은 현종 9년(1688) 우암 송시열이 지은 것으로, 90년이 지난 영조 33년(1757)에 비문을 새겨 비를 세웠다.

## 같이 보기
- 유계

## 참고 자료
- 유계신도비및남원윤씨절행정판 - 국가유산청 국가유산포털